# Atsushi Mio
Atsushi Mio (美尾 敦 Mio Atsushi?, nacido el 26 de enero de 1983 en Yokohama, Kanagawa) es un exfutbolista japonés. Jugaba de centrocampista y su último club fue el FC Gifu de Japón.

## Trayectoria

### Clubes
| Club            | País  | Año         |
| --------------- | ----- | ----------- |
| Ventforet Kofu  | Japón | 2001        |
| Kyoto Sanga FC  | Japón | 2002 - 2007 |
| Ventforet Kofu  | Japón | 2008 - 2009 |
| Gainare Tottori | Japón | 2010 - 2012 |
| FC Gifu         | Japón | 2013 - 2014 |

## Estadística de carrera

### J. League
| Club               | Año   | J. League | J. League | Copa J. League | Copa J. League | Total | Total |
| Club               | Año   | Part.     | Goles     | Part.          | Goles          | Part. | Goles |
| ------------------ | ----- | --------- | --------- | -------------- | -------------- | ----- | ----- |
| Ventforet Kofu     | 2001  | 33        | 2         | 0              | 0              | 33    | 2     |
| Kyoto Purple Sanga | 2002  | 0         | 0         | 1              | 0              | 1     | 0     |
| Kyoto Purple Sanga | 2003  | 2         | 0         | 1              | 0              | 3     | 0     |
| Kyoto Purple Sanga | 2004  | 28        | 6         | -              | -              | 28    | 6     |
| Kyoto Purple Sanga | 2005  | 39        | 3         | -              | -              | 39    | 3     |
| Kyoto Purple Sanga | 2006  | 20        | 1         | 2              | 0              | 22    | 1     |
| Kyoto Sanga FC     | 2007  | 5         | 0         | -              | -              | 5     | 0     |
| Ventforet Kofu     | 2008  | 32        | 1         | -              | -              | 32    | 1     |
| Ventforet Kofu     | 2009  | 20        | 0         | -              | -              | 20    | 0     |
| Gainare Tottori    | 2011  | 26        | 5         | -              | -              | 26    | 5     |
| Gainare Tottori    | 2012  | 42        | 4         | -              | -              | 42    | 4     |
| FC Gifu            | 2013  | 40        | 0         | -              | -              | 40    | 0     |
| FC Gifu            | 2014  | 10        | 0         | -              | -              | 10    | 0     |
| Total              | Total | 297       | 22        | 4              | 0              | 301   | 22    |

## Palmarés

### Títulos nacionales
| Título    | Club               | País  | Año  |
| --------- | ------------------ | ----- | ---- |
| J2 League | Kyoto Purple Sanga | Japón | 2005 |